# Кювервиль, Жюль де
Жюль де Кювервиль (фр. Jules Marie Armand de Cavelier de Cuverville; 28 июля 1834, Аллинёк — 14 марта 1912, Париж) — офицер французского национального флота, впоследствии Начальник штаба французского военно-морского флота. В конце жизни избран в Сенат, где между 1901 и 1912 годами он представлял Финистер.

## Жизнь
Жюль Мари Арман де Кювервиль родился в Аллинёке, маленькой деревушке недалеко от Сен-Брие в Бретани. Его отец был дворянским представителем на монархических скамьях в Национальном Собрании в период между 1849 и 1853 годами. Семья Луи-поля происходила от лордов поместья в Мокомбле в Нормандии, некоторые из которых были оруженосцами французских королей. Среди других родственников были моряки и морские офицеры, такие как его дед, контр-адмирал Луи-Гиацинт Кавелье де Кювервиль.
Жюль Мари посещал школу в Сен-Совер-де-Редон и лицей в Рене, затем поступил в военно-морское училище в 1850 году. В 1854 году участвовал в осаде Севастополя, где был тяжело ранен. Были ещё миссии в Африке и в Крыму. Он служил в Алжире в качестве заместителя вице-адмирала де Гейдона с 1871 по 1873 года. Позже стал военно-морским атташе во французском посольстве в Лондоне в середине 1870-х гг. Затем он вернулся во Францию, служил на борту Infernet в качестве командира Южно-Атлантической военно-морской дивизии между 1875 и 1879 гг., и получил звание капитана корабля в 1878 г., приняв командование чередой учебных кораблей. В 1888 году он был произведен в чин контр-адмирала и назначен членом Адмиралтейского Совета. Между 1890 и 1892 годами он служил начальником Североатлантической военно-морской дивизии и участвовал в умиротворении Дагомеи.
В 1893 году стал вице-адмиралом, а затем морским префектом Шербура, членом Высшего Адмиралтейского Совета, командующим резервной Средиземноморской эскадрой в 1897 году и генеральным инспектором морской пехоты в 1898 году. Он был начальником штаба французского военно-морского флота между 1898 и 1899 годами.
Жюль де Кювервиль был избран в Сенат 31 марта 1901 года в результате прощальных выборов, вызванных смертью предыдущего действующего президента, генерала Арсена Ламбера, который умер. Был переизбран на всеобщих выборах 4 января 1903 года. Однако уже 7 января 1912 года он уступил свое место Морису Фену с небольшим отрывом.
Бретань тогда, как и впоследствии, была относительно консервативна в религиозном отношении, и летом 1902 года Жюль де Кювервиль был в числе тех, кто в Ле Фольгоэ решительно выступал против закрытия школы дочерей Святого Духа и сопутствующего изгнания оттуда монахинь. Сестры нарушили антиконгрегационистское законодательство, которое было частью решительного стремления Парижского правительства к разделению светских и религиозных институтов.
Через несколько месяцев после потери своего места в Сенате Жюль де Кювервиль был сбит грузовиком, когда переходил улицу в Париже. Его доставили в родной дом на улице Дюге-Труэн, 15, но он умер через несколько часов.

## Книги
- Le Canada et les intérêts français, J. André, 1898, 79 p.
- Préface de Le Protectorat français sur la Côte des Esclaves, la campagne du «Sané» (1889—1890) de P. A. de Salinis, Perrin, 1908
- La Marine française, 1911, M. Rivière, 73 p.